# Ciruela pasa
La ciruela pasa o ciruela seca, también llamada guindón en el Chile, es una ciruela deshidratada. Erróneamente, se suele englobar dentro de la categoría de los frutos secos, aunque en sí misma realmente es una fruta desecada, del mismo modo que lo son otras frutas que se deshidratan para su consumo, tales como los higos, albaricoques, melocotones, uvas, etcétera.
Cualquier variedad de ciruela es susceptible de someterse al proceso de desecación. Sobresalen las ciruelas pasas originarias del estado de California, aunque su elaboración y consumo están ampliamente difundidos en toda la cuenca del Mediterráneo.[cita requerida]
No todas las especies o variedades de ciruelas pueden convertirse en ciruelas pasas. Una ciruela pasa es el fruto de pulpa firme (ciruela) de las variedades de Prunus domestica que tiene un alto contenido de sólidos solubles y no fermenta durante el secado. El uso del término «ciruela pasa» para las ciruelas frescas, está en desuso, excepto cuando se aplica a las variedades de ciruela cultivadas para el secado.

## Proceso
Antiguamente, el proceso era de desecación por acción solar, aunque actualmente se ha introducido la desecación mecánica.

## Nutrición
Las ciruelas pasas sobresalen por la cantidad de fibra, minerales y antioxidantes que contienen,[cita requerida] siendo un remedio natural laxante usado para casos de estreñimiento moderado.

## Efectos sobre la salud
Las ciruelas pasas contienen fibra dietética (alrededor del 7% del peso; tabla) que puede proporcionar efectos laxantes. Su contenido en sorbitol también puede ser responsable de ello, conclusión a la que llegó una revisión de 2012 de la Autoridad Europea de Seguridad Alimentaria. El informe también demostró que las ciruelas pasas contribuyen eficazmente al mantenimiento de la función intestinal normal en la población general si se consumen en cantidades de al menos 100 gramos (3,5 oz) al día.

## Usos

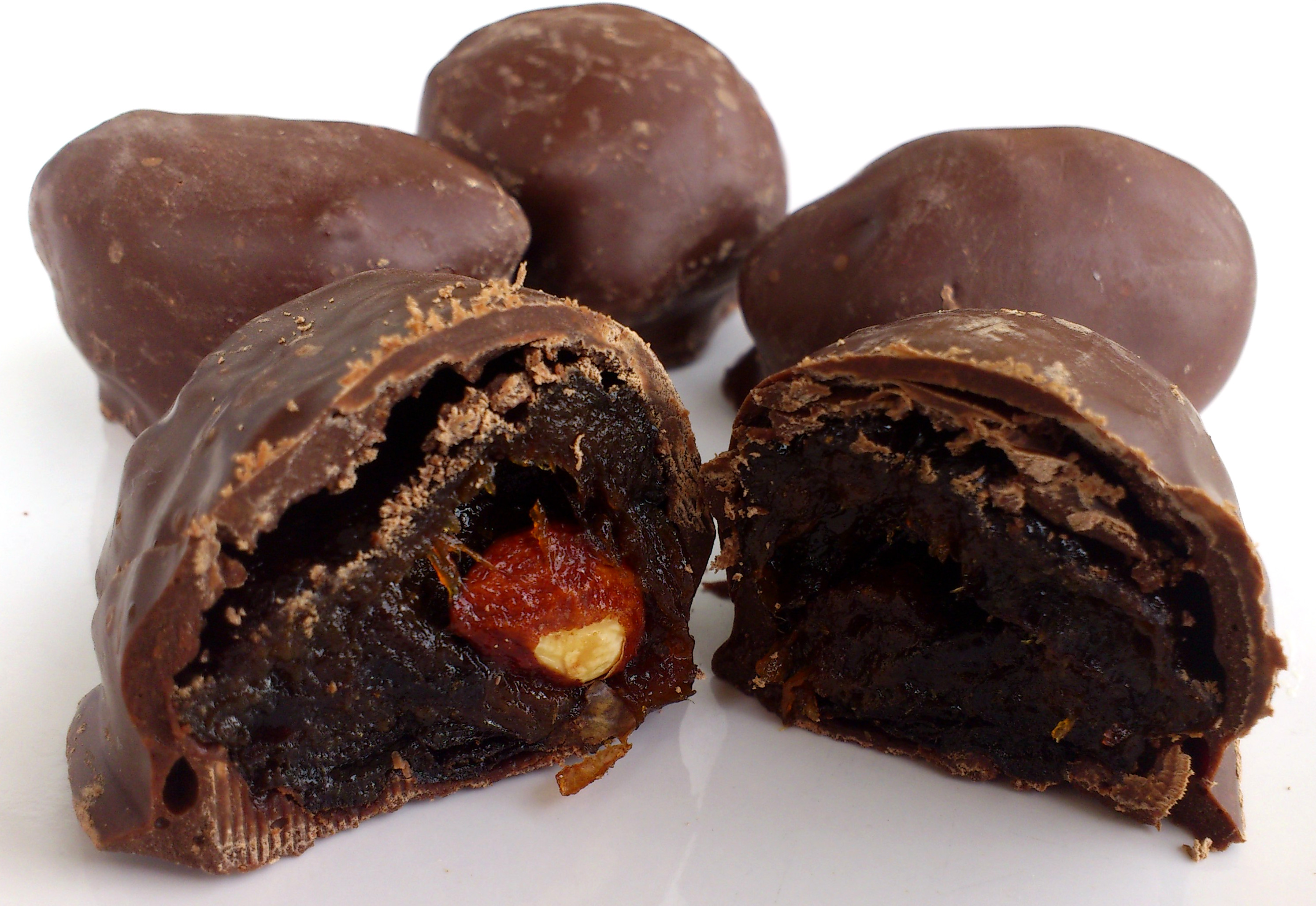
Ciruelas rusas al chocolate con una almendra en el centro

Las ciruelas pasas se utilizan en la preparación de platos tanto dulces como salados.
Al contrario de lo que indica su nombre, las ciruelas hervidas o ciruelas pasas no se utilizan para hacer ciruelas de azúcar, sino que pueden ser frutos secos, semillas o especias recubiertas de azúcar duro, también llamadas confites.